# Stará vodárna (Znojmo)

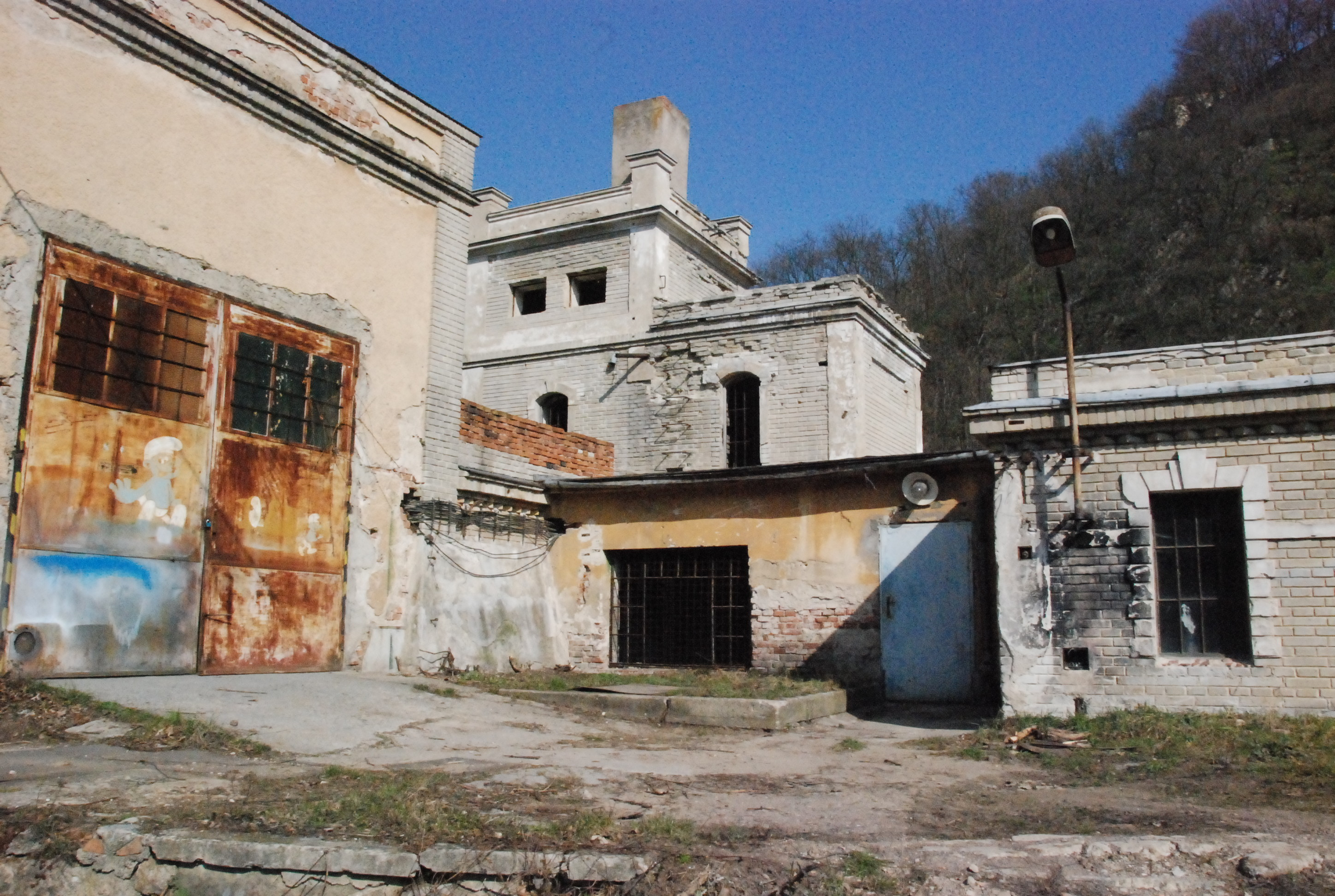
Objekt v roce 2008 - před rekonstrukcí

Stará vodárna je bývalý areál městské vodárny ve Znojmě v ulici U Obří hlavy, v údolí řeky Dyje přímo pod Znojemským hradem, na hranici národního parku Podyjí. Areál vznikl v první polovině 20. století a je chráněn jako kulturní památka České republiky.

## Historie
Město Znojmo zásobovala vodárna od roku 1877 do roku 1969. Skládala se z několika jednotlivých budov, které byly v průběhu fungování postupně budovány a přestavovány. Nejstarší částí byla vodní elektrárna s bývalým mlýnem (dnes muzeum historických vozidel); v tomto objektu bylo dříve umístěno parní čerpadlo, pro které byl vybudován komín, který dodnes stojí v těsné blízkosti. V roce 1905-1906 byly vybudovány budovy dnešního vodáckého centra, ve kterých byly umístěny odkalovací nádrže, filtry a dieslové čerpadlo. V roce 1933 byl objekt rozšířen a byla vybudována nová čerpací stanice, v níž dnes sídlí vodácká loděnice TJ Znojmo. V roce 1937 byl postaven objekt dílen, ve kterých je dnes restaurace a také byla vystavěna rodinná vila na protější straně ulice.
Po ukončení provozu vodárny, byly objekty využívány Povodím Moravy jako dílny a sklady. V letech 2009–2010 byl objekt adaptován na volnočasové centrum Stará vodárna. Součástí je vodní elektrárna s bývalým mlýnem (dnes muzeum historických vozidel), čerpací stanice z roku 1933, v níž dnes sídlí vodácká loděnice TJ Znojmo, dílna upravená dnes na restaurační provozovnu a bytový objekt z roku 1937. Prostředí areálu tvoří lesoparky Karolíniny sady a Gránické údolí a údolí řeky Dyje. Areál je výchozím místem pro splutí řeky Dyje pod Znojemskou přehradou, základnou pro znojemské skauty i odpočinková zóna pro obyvatele města.